# Бабы рязанские
«Ба́бы ряза́нские» — советский немой фильм 1927 года Ольги Преображенской и Ивана Правова.

## Сюжет
Из жизни русской деревни перед революцией и первых послеоктябрьских лет. О тяжёлой судьбе солдатской жены Анны, кончающей жизнь самоубийством. О живой и энергичной сестре мужа Анны, Василисе, открыто бросающей вызов старому укладу жизни.
Действие фильма происходит в деревне под Рязанью и открывается весной 1914 года, незадолго до начала Первой мировой войны. У зажиточного крестьянина Василия Широнина есть дочь Василиса и сын Иван. В то время как любовь Ивана к Анне, по счастливому совпадению, совпадает с выбором Василия, любовь Василисы к Николаю встречает его решительное сопротивление. Накануне всеобщей мобилизации Иван женится на Анне, а Василиса, не получив благословения, покидает дом и уезжает с Николаем, тем самым они открыто бросают вызов сплетням консервативных сельчан.
Когда летом разразилась война, Ивана и Николая призвали в армию. Тем временем Василий, напившись, насилует Анну, и в отсутствие Ивана рождается ребёнок.
После войны Николай возвращается в деревню, а Иван пропал без вести. Произошла революция, и фильм показывает, в духе большевистской пропаганды, что крестьянам стало лучше жить. Улучшилось и положение Василисы, более того, сельсовет одобряет её план создания приюта, и для этой цели ей выделяется заброшенный особняк. Когда, наконец, приходит письмо Ивана, оказывается, что он был в плену и скоро вернется домой. Увидев Анну с ребёнком, он потрясён и никак не пытается успокоить её. Пока крестьяне веселятся на празднике с качелями и каруселями, Анна на глазах свекра, который не пытается вмешиваться, в отчаянии прыгает в реку и тонет. Когда её тело приносят в дом, Василиса говорит Ивану, чтоб тот спросил своего отца о причине. Затем она уносит ребёнка в свой приют.

## История создания
На конкурсе на лучший киносценарий о дореволюционной женской доле, проводимый Наркомпросом, жюри под председательством А. В. Луначарского из многих выбрало сценарий Ольги Вишневской, уроженки Рязанской губернии.
 Режиссёры фильма сразу решили снимать в описываемых местах чтобы полнее передать описываемый деревенский колорит и сделали ставку на массовку из непрофессиональных актрис — обычных рязанских баб.

С особенным удовольствием отнеслись бабы к сниманию их в их самотканной одежде — наши, дескать, труды поглядеть захотели. Молодёжь снималась охотно, но стариков пришлось долго уговаривать. Со старухами было плохо — эти были убеждены, что или умрут сейчас же после съёмки, или же на них выступят антихристовы печати. Но ещё хуже было в одном селе около Сапожка, где производилась часть съёмок — там не хотели сниматься совсем, испуганно убегая от аппарата. Тут режиссёрам и администрации пришлось показать чудеса терпения и изобретательности — толпу незаметно заставили играть, выполнять, что требовалось: отвлекая их внимание, незаметно снимали.
— Ольга Вишневская, «Советский экран» № 47 1927

## В ролях
- Раиса Пужная — Анна
- Эмма Цесарская — Василиса
- Кузьма Ястребецкий — Василий Широнин
- Елена Максимова — Лукерья
- Георгий Бобынин — Иван
- Ольга Нарбекова — Матвеевна
- Гуля Королёва — самая маленькая «баба рязанская»
- Иван Савельев — кузнец Николай
- Инна Фёдорова — девушка на свадьбе (нет в титрах)
- Галина Малиновская — девушка на свадьбе (нет в титрах)

## Съёмочная группа
- Сценарий: Ольга Вишневская, Борис Альтшулер
- Постановка: Ольга Преображенская, Иван Правов
- Главный оператор: Константин Кузнецов
- Художник-постановщик: Дмитрий Колупаев